# Ceropegia spiralis
Ceropegia spiralis är en oleanderväxtart som beskrevs av Robert Wight. Ceropegia spiralis ingår i släktet Ceropegia och familjen oleanderväxter. Inga underarter finns listade i Catalogue of Life.